# Cornern
Als Cornern (englisch corner ‚Ecke‘) wird im Deutschen seit den 2010er Jahren das Beisammensein und Trinken an einer Straßenecke bezeichnet. Es handelt sich um einen Scheinanglizismus. Verwandt mit dem Cornern ist Botellón, das aber meist auf größeren Plätzen und mit einer größeren Anzahl an Teilnehmern stattfindet. Großgemacht wurde das Cornern besonders in Münster.

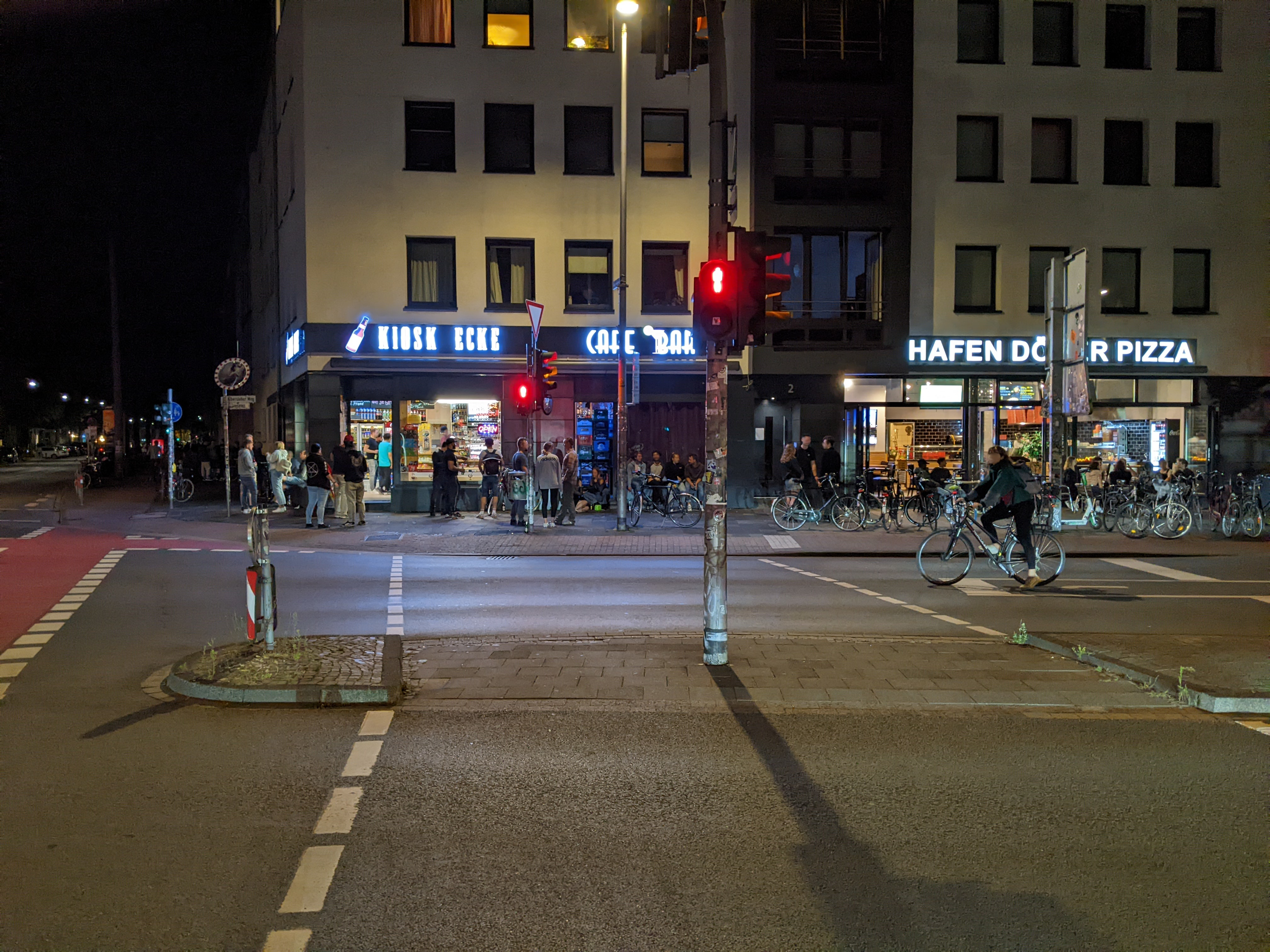
Junge Menschen cornern an einer Straßenecke im Hansaviertel in Münster.

## Geschichte
Das Phänomen stammt aus dem New Yorker Stadtteil Bronx, wo sich in den 1970er oder 1980er Jahren Breakdance-Crews an Straßenecken trafen, um ihr Können zu messen. Das Verb ,to corner‘ hat im Englischen keine vergleichbare Bedeutung. In deutschen Großstädten ist das Verb ,cornern‘ seit Mitte der 2010er Jahre dokumentiert.

## Rezeption
Der Rapper MC Fitti griff das Cornern in einem seiner Lieder auf:

„Pack den Song in den Ghettoblaster und dreh auf. Alle meine Homies treff’ ich heute am Spätkauf. Jeden Tag cornern von früh bis späti, häng’ am Späti, häng’ am Späti. 24/7 von früh bis späti häng’ am Späti, häng’ am Späti.“

Die Stadtreinigung Hamburg schrieb übers Cornern auf Twitter: „Schattenseiten des guten Wetters: Durch #Cornern und #Abhängen nimmt Verschmutzung in #Schanze u #SanktPauli stark zu.“ Wie die Hamburger Morgenpost berichtete, waren „einige Anwohner [...] schwer genervt von dem Trubel.“ Während des G20-Gipfels in Hamburg 2017 wurde Cornern als neue Protestform gedeutet.
Der Zukunftswissenschaftler Ulrich Reinhardt sieht im Cornern eine Alternative zu etwas Bestehendem. Argumente für das Cornern seien, sich draußen anstatt drinnen aufzuhalten, dass es günstig und nicht teuer, die Musik selbstgewählt und nicht vorgegeben sei und dass die Zusammensetzung an der Ecke ständig wechsele. Cornern sei ungezwungen und bilde einen Gegenpol zum Konsum. Laut Trendforscher Sven Gábor Jánszky gehe es auch beim Cornern ums Sehen und Gesehenwerden.